# سكينزانو
سكينزانو (بالإيطالية: Squinzano)‏ هي بلدية في مقاطعة ليتشي في إقليم بوليا الإيطالي.

## السكان
في سنة 1861 بلغ عدد السكان 3٬633 نسمة، وتطور العدد ليصل في سنة 2011 لـ 14٬482 نسمة.
يظهر هذا المخطط البياني تطور النمو السكاني لـ سكينزانو